# SRH Hochschule für Wirtschaft und Medien Calw
Die SRH Hochschule für Wirtschaft und Medien Calw war eine private, staatlich anerkannte Fachhochschule in Calw, Baden-Württemberg. Sie wurde 2017 in die SRH Hochschule Heidelberg eingegliedert und bestand bis 2021 als Studienstandort weiter.

## Geschichte
Die Hochschule wurde im Jahr 2001 gegründet und hat im darauffolgenden Jahr ihren Studienbetrieb aufgenommen. 2005 übernahm die SRH Holding die Hochschule, es erfolgte die Umbenennung in SRH Hochschule Calw. 2011 erhielt sie den Namen: SRH Hochschule für Wirtschaft und Medien Calw. Anfang 2017 ging sie als neuer Standort Campus Calw in die SRH Hochschule Heidelberg über. 2018 wurde die letztmalige Aufnahme von Studierenden beschlossen. Im März 2021 wurde der Standort mangels Studenten geschlossen.
Die Studiengänge waren durch die AQAS akkreditiert.
Die Hochschule wurde von Andreas König geleitet. Dekan für den Fachbereich I Wirtschaft war Sven Cravotta und für den Fachbereich II Medien Thomas Müller.
Von 2018 bis zur Schließung wurde der Campus Calw der SRH Hochschule Heidelberg geleitet von Stephan Schöning.
Die Hochschule unterhielt Beziehungen zu Partnerhochschulen: der Kannur University in Kannur/Kerala (Indien), der Hochschule für Finanzen und Rechnungswesen in Sopot, Polen, der Universität CEU Kardinal Herrera, Valencia, Spanien, der Fachhochschule St. Pölten, Österreich und der Beykent University Istanbul, Türkei.

## Studienangebot

### Bachelor- und Master-Studiengänge
Zuletzt konnten am Campus Calw noch folgende Studiengänge studiert werden:
- Betriebswirtschaftslehre (B.A.)[9]
- Medien- und Kommunikationsmanagement (B.A.)[10]
- Internationales Management und Entrepreneurship (M.A.)[11]

### Ehemals angebotene Bachelor-Studiengänge
- Betriebswirtschaftslehre (B.A.) mit den Vertiefungsrichtungen:

- Controlling
- Finance
- Internationales Management
- Marketing
- Personalmanagement
- Revisionswesen
- Steuern
- Unternehmenskommunikation

- Controlling (B.A.)
- Medien- und Kommunikationsmanagement (B.A.)
- Marketingmanagement (B.A.)
- Kulturmanagement (B.A.)[12]

### Ehemals angebotene Master-Studiengänge
- Media Management and Public Communication (M.A.)
- Internationales Mittelstandsmanagement (M.A.)[13]